# (15529) 2000 AA80
A (15529) 2000 AA80 egy kisbolygó a Naprendszerben. A LINEAR projekt keretében fedezték fel 2000. január 5-én.